# شپیتشکی
شپیتشکی (به چکی: Špičky) یک منطقهٔ مسکونی در جمهوری چک است که در ناحیه پرروف واقع شده‌است. شپیتشکی ۷٫۰۳ کیلومتر مربع مساحت و ۳۰۱ نفر جمعیت دارد و ۳۴۷ متر بالاتر از سطح دریا واقع شده‌است.